# Вековка (станция)
Ве́ковка — железнодорожная станция Муромского региона Горьковской железной дороги в Гусь-Хрустальном районе Владимирской области. Станция стыкования. В сторону Московской области постоянный, в сторону Мурома переменный ток. Расстояние до узловой станции Нечаевская 13 км. Расстояние от станции Москва-Казанская 207,3 км. 
Название станция получила от протекающей в 3 км на северо-запад реки Вековки, левого притока реки Гусь.

## История
Как населённый пункт известна с 1803 года, когда меценатом Иваном Сергеевичем Мальцовым в урочище Вековка был основан стекольный завод, проработавший до середины XIX века. В 1912 году с открытием движения на железнодорожной магистрали Люберцы — Арзамас был обустроен разъезд. В 1972 году деревня Вековка была уничтожена лесными пожарами.
Станция Вековка по сути возникла в начале 1980-х годов «среди чистого леса». Вместо небольшого разъезда была построена с нуля огромная станция стыкования, подъездные автодороги и жилой посёлок с развитой инфраструктурой. В нынешнем виде, именно как станция стыкования на двухпутной магистрали, станция работает с 1986 года.

## Движение поездов
Основной вид поездов, проходящих через станцию: грузовые. Также через Вековку проходит несколько пар пассажирских поездов, следующих по казанскому ходу Транссиба через Казань и Екатеринбург (в/из Казань, Сергач, Чебоксары, Йошкар-Ола, Екатеринбург, Новокузнецк и др.); пригородные поезда занимают последнее место по численности. Ежедневный оборот пригородных поездов составляет: 5 пар электропоездов Черусти — Вековка, 5 пар электропоездов на Муром. 
Пассажирские поезда, как правило, обслуживаются электровозами постоянного тока ЧС7, ЭП2К и электровозами переменного тока ЭП1М. Помимо этого часть поездов следует с двухсистемными электровозами ЭП20. В этом случае смена локомотива не производится, но происходит смена локомотивных бригад.

### Дальнее следование по станции
| № поезда                | Маршрут движения         | № поезда                | Маршрут движения         |
| ----------------------- | ------------------------ | ----------------------- | ------------------------ |
| 23 «Двухэтажный состав» | Казань — Москва          | 24 «Двухэтажный состав» | Москва — Казань          |
| 25 «Двухэтажный состав» | Ижевск — Москва          | 26 «Двухэтажный состав» | Москва — Ижевск          |
| 47                      | Муром — Москва           | 48                      | Москва — Муром           |
| 53 «Чувашия»            | Чебоксары — Москва       | 54 «Чувашия»            | Москва — Чебоксары       |
| 57 «Марий-Эл»           | Йошкар-Ола — Москва      | 58 «Марий-Эл»           | Москва — Йошкар-Ола      |
| 133 «Поволжье»          | Казань — Санкт-Петербург | 134 «Поволжье»          | Санкт-Петербург — Казань |
| 379                     | Первомайск — Москва      | 380                     | Москва — Берещино        |

Поезда № 1/2, 15/16, 59/60, 75/76, 81/82, 89/90, 95/96, 111/112, 117/118, 135/136, 141/142 на станции Вековка имеют нетарифную техническую стоянку.

## Строения и предприятия
Строения на станции Вековка (слева направо): туалет, магазин, ЛОМВД, зал ожидания, магазин, служебные помещения.
В чётной горловине станции находится локомотивное депо. Самостоятельной ТЧ оно не является, лишь оборотным депо для локомотивных бригад из Мурома и локомотивных бригад ТЧ-5 Орехово.
Вблизи депо находится остановочный пункт московских электропоездов Локомотивное депо.
Вблизи размещена стыковая тяговая подстанция «Вековка» 110/27.5/10(6) кВ Гусевских электросетей.

## Ближайшие населённые пункты
Крупных населённых пунктов в непосредственной близости нет. Ближайшие поселения: деревня Степаново (4 км), город Курлово (15 км по прямой, через автодорогу Гусь-Хрустальный — Тума 25 км) и город Гусь-Хрустальный (35 км по автодорогам, хотя по прямой всего 16 км).
Единственная асфальтированная автомобильная дорога ведёт из Вековки на деревню Дудор, где примыкает к дороге Григорьево — Гусь-Хрустальный. Существует прямое автобусное сообщение с райцентром.

### Пристанционный посёлок

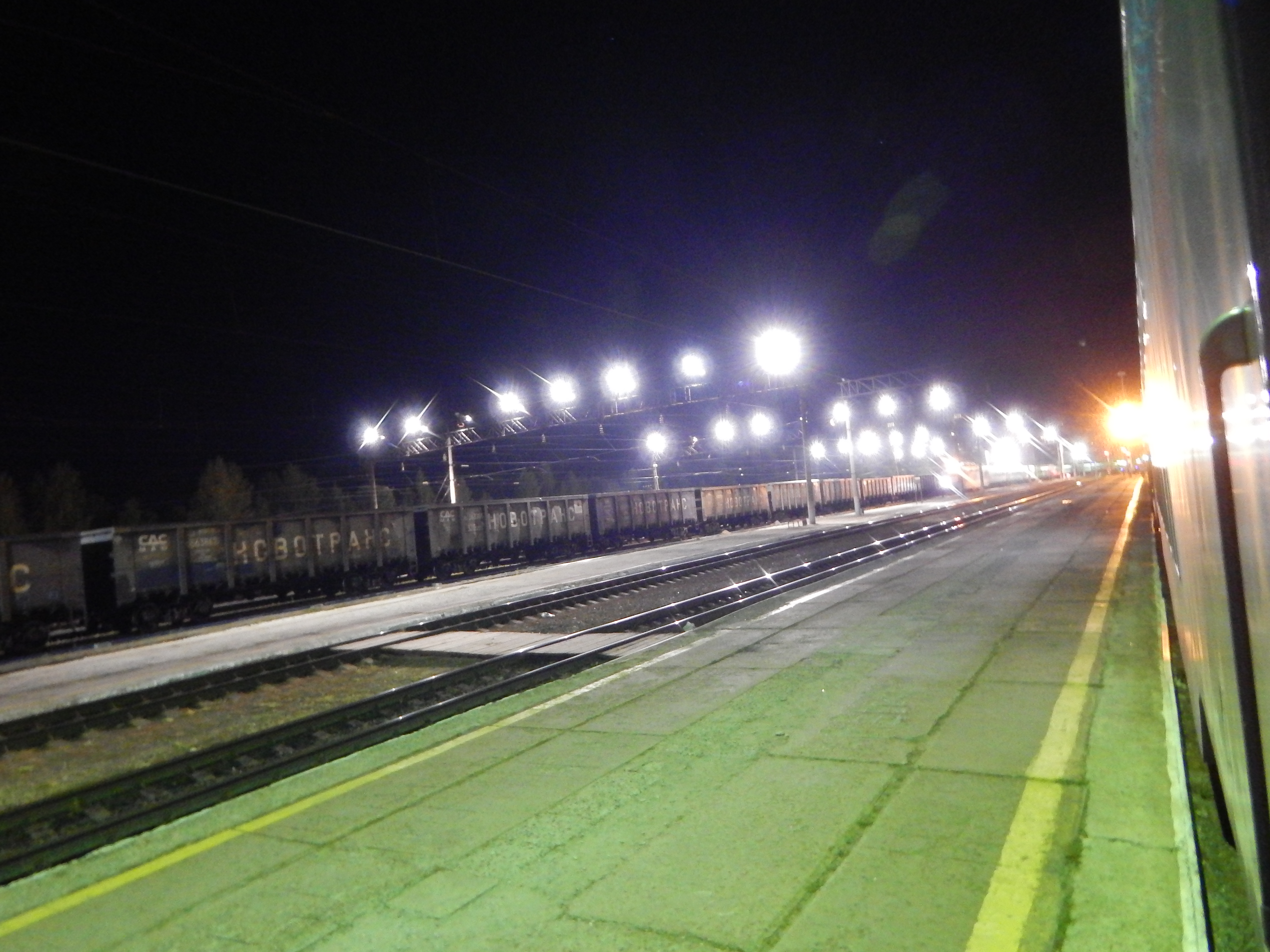
Станция ночью

Посёлок железнодорожников у станции Вековка построен вместе со станцией и застроен двух- и пятиэтажными домами, входит в состав Григорьевского сельского поселения Гусь-Хрустального района.
Население посёлка 895 чел. (2010 год).
На станции развита торговля продуктами промышленности города Гусь-Хрустального и других мест: изделиями из стекла, хрусталя.
Также в посёлке расположена средняя общеобразовательная школа и детский сад. В 2013 году в посёлок проведён газ.